# Battelle-System
Dem Battelle-System liegt der Gedanke zugrunde, eine alkalische Substanz in durch Säurefraß vom Zerfall bedrohtes Papier einzubringen, und zwar in molekularer Form als Lösung, damit die gesamte Papierstruktur durchsetzt wird. Auf diese Weise kann eine Entsäuerung erzielt werden, die den weiteren Zerfall des Papiers verhindert.
Zunächst wurden Verfahren mit Magnesiummethylat entwickelt (Richard D. Smith 1972). Später wurde Methylmagnesiumcarbonat verwendet (Wei-T'o-Anlage in Ottawa 1981), welches in Methanol löslich ist. Die entscheidende Weiterentwicklung gelang Battelle (Jürgen Wittekind, Frankfurt) und führte zur Verwendung von Titan-Magnesium-Ethylat, einer Substanz, die in dem unpolaren Lösungsmittel Hexamethyldisiloxan löslich ist, keinen weiteren Lösungsvermittler auf alkoholischer Basis benötigt und erheblich umweltverträglicher ist als die zuvor verwendeten Substanzen.
Dieses als Battelle-System bekannte Verfahren wurde in der ersten deutschen Massenentsäuerungsanlage eingesetzt, die 1991 in Eschborn bei Frankfurt als Versuchsanlage in Betrieb genommen wurde. Eine Weiterentwicklung dieser Anlage wurde 2001 an das Zentrum für Bucherhaltung, Leipzig, verkauft und wird seitdem durch das ZFB betrieben. Die Anzahl der jährlich behandelbaren Bücher schwankt dabei je nach Ausführung zwischen 120000 und 400000.